# Eitenia
Eitenia, rod glavočika iz podtribusa Praxelinae, dio tribusa Eupatorieae. Postoje dvije endemske brazilske vrste iz Goiása.

## Opis
Eitenia uključuje 2 jednogodišnje ili kratkotrajne višegodišnje vrste iz Brazila. Rod se razlikuje po stožastom cvjetištu, 2-3 rebraste cipsele, papusu od nekoliko čekinja i nejednakom režnju vjenčića perifernih cvjetova.

## Vrste
1. Eitenia polyseta R.M.King & H.Rob.
2. Eitenia praxeloides R.M.King & H.Rob.

## Sinonimi
Nema.